# 通過吧
《通過吧》（通りゃんせ，Tōryanse）是一首出现于日本江戶時代的傳統兒歌。關東地區多採用作交通信號顯示可安全通過時的通知音樂。

## 歌詞
| 日語原文： | 羅馬字：                       | 漢語翻譯：               |
|            | Tōryanse, tōryanse             | 通过吧，通过吧           |
|            | Koko wa doko no hosomichi ja?  | 这是往哪裡的小路呢？     |
|            | Tenjin-sama no hosomichi ja    | 是往天神神社的小路呢！   |
|            | Chitto tōshite kudashanse      | 快點讓我通過吧           |
|            | Goyō no nai mono tōshasenu     | 沒有正當理由的人不能通过 |
|            | Kono ko no nanatsu no oiwai ni | 為了慶祝這孩子長到了七歲 |
|            | O-fuda wo osame ni mairimasu   | 我準備了禮物前去參拜     |
|            | Iki wa yoi yoi, kaeri wa kowai | 去程容易，回程可怕       |
|            | Kowai nagara mo                | 可怕归可怕，还是         |
|            | Tōryanse, tōryanse             | 通过吧，通过吧           |

## 解釋
歌曲出處有很多種不同的說法，但都認同歌詞描绘了一位平民與川越城關所守護之间的一段對話。江戶時代嬰兒早夭非常普遍，每當孩子活過兩年便要慶祝（男孩五歲，女孩七歲，見七五三）。且平民只有在節日方可參拜神社。
類似於倫敦鐵橋垮下來，這首兒歌也有類似的遊戲。兩個孩子面對面挽起雙手，組成臂彎，作為“關所”，其餘的孩子輪流通過“關所”的下方。當歌曲結束之後，在“關所”（臂彎裡）的孩子便不能通過。
關東地區的不少十字街的信號燈都採用這首兒歌，行人綠燈亮起時便會播放，似乎回應了這個遊戲：千萬不要在歌曲結束之後被“關”在路當中。

### 流行文化
Tōryanse 出現在以下這些作品：
- I"s，在 OVA中（兒童歌曲）
- あまつき，第1集，Meeting Yakou（背景音樂）
- 駭客任務立體動畫特集 在短片 Beyond
- 玲音
- 愛情，不用翻譯
- 平成狸合戰（平成狸合战）
- 夢幻夜想曲（英语：Nocturnal Illusion），被主角提起
- 冰上悍將（第5和8集）
- 幻影死神
- 地球少女Arjuna
- 袖珍女侍小梅
- 去吧！稻中桌球社
- 草莓棉花糖，第6集
- 鬼來電2 被一位名為 Shu-Mei Gao的盲眼女士所歌唱
- BLEACH
- 妄想代理人
- 鍊金三級魔法少女，10秒 worth at 15：11 in 第 12集
- 死亡筆記本 (動畫)，第30集
- 企業傭兵，第7集，"The Second Barrage"
- 電腦線圈
- 神奇宝贝超世代，第352集（AG076）：從 02：46 至 03：10.一個關於天秤偶，被演唱數次的改寫版本
- 櫻花戀：當寶塚歌劇團在度過前往宿舍的橋時唱了這首歌
- 魔法使的條件
- CHAOS;HEAD：這首歌經常被用在針對主角的電話惡作劇中，by switching the song with a loud buzz noise. 稍後在遊戲中，這首歌被用於一台重要器械的防衛機制上
- 增血鬼果林：動畫系列，第9集，從 13：02 至 13：15
- 屍姬：第2集，若干次
- 地獄少女：第2集，從3：07 至3：19
- 灼眼的夏娜：第二季第一集的開始
- 暮蟬悲鳴時，命運之輪，播放於第一部 live action movie的開頭，包含來自於 Tōryanse的片段
- 東京鐵塔：老媽和我，有時還有老爸（電影），大約從 6：24 至 6：49
- Afro Samurai（爆炸头武士），與Kuma對決時
- 迷宮物語 從 28：02 至 28：10
- 妖怪少爺：The yokai，Tōryanse，是the Hundred Tales Clan的一個成員
- 忍者戰隊隱連者，第1集
- 轉轉，31：08至31：17
- 迴轉企鵝罐，第14集，一句歌詞被顯示於火車中的螢幕上
- 屍體派對 Sony PSP版本，在兩個不同的場景中被兒童歌唱
- 神劍闖江湖，第16集，Sasaki Heihachirou的學生們歌唱於此集的結尾
- 魔女之刃，第5集
- 福星小子，第53集
- Jurassic 5- Power In Numbers（英语：Power In Numbers）（美國）：一段兒童歌唱著 "Nie no nai mono tōshasenu"一句的樣本被用在 'Acetate Prophets'一曲
- 境界线上的地平线，赫莱森经常会唱这首歌
- 我們這一家 第42集 A櫻花，櫻花8:05 到 8:13
- 靈異教師神眉《S》篇單行本第2集第六話，卯月星蘭過馬路時哼唱的歌曲，同時是馬路號誌燈的提示旋律。後來在該話裡被星蘭用該首歌來令「號誌」平靜下來。
- 阴阳师裡為登場式神鬼童丸召喚動畫的哼唱歌曲。
- 美少女萬華鏡 -理與迷宮的少女-开场时迷之少女哼唱的歌曲。
- 千戀＊萬花丛雨在害怕时哼唱的歌曲。
- 假面骑士Kabuto第37集学校的怪谈中，由异虫拟态的合唱团演唱。

## 外部連結
- Kyoto Crossing Tune （页面存档备份，存于）
- A "musicbox" midi file of Toryanse
- Tōryanse, Traffic light, Kyoto station （页面存档备份，存于）
- A midi file at Music Laboratory Database（页面存档备份，存于）
- About Shichi-go-san, The 7 - 5 - 3 Festival in Japan and Tooryanse （页面存档备份，存于）
- A short video of it being played at a crosswalk （页面存档备份，存于）